# Старорусприбор
ОАО "Завод «Старорусприбор» — одно из ведущих предприятий российского машиностроения, специализирующееся на производстве газогорелочных устройств, устройств управления горелками, регуляторов давления, регуляторов магистральных газопроводов; приборов учёта расхода технологических сред и мониторинга окружающей среды для АЭС и другой продукции.

## История
Старорусский приборостроительный завод основан в 1958 году. Первым директором предприятия был Николай Петрович Кузнецов. Коллективом менее чем через год с начала строительства были выпущены приборы для нефтеперерабатывающей промышленности. К концу первого десятилетия работы продукция завода составляла 52 наименования приборов.
ОАО «Завод „Старорусприбор“» располагает производственным комплексом — от заготовительного до сборочного производства, конструкторским и технологическим отделами, испытательными и поверочными лабораториями, центром сервисного обслуживания. Завод имеет литейное, штамповочно-заготовительное, гальваническое и лакокрасочное производства. На предприятии есть также образцовый расходомерный комплекс с тремя проливными установками.
У предприятия есть партнёрские отношения с отдельными научно-исследовательскими институтами и проектными организациями.
Система управления качеством производимой продукции на предприятия была сертифицирована на соответствие ГОСТ Р ИСО 9001-2001.

## Продукция
В ассортимент продукции предприятия входят:
- промышленные горелки;
- котельное оборудование;
- регуляторы;
- шкафы котловой автоматики;
- монтажные шкафы.

Ранее завод выпускал счётчики расхода и расходомеры, емкостные и эхолокационные уровнемеры, тепловычислители (ТВ7), теплосчётчики (Т-34), ультразвуковые расходомеры (UFM 005).
Завод кроме основного производства оказывает также ряд разнообразных услуг, в число которых входят:
- Проектирование и изготовление технологической оснастки;
- Механическая обработка изделий на универсальном режущем оборудовании, станках с ЧПУ, карусельных станках, автоматы револьверные и продольного точения;
- Литейное производство;
- Переработка пластмасс и вулканизация резины;
- Холодная штамповка металлов с поэлементной гибкой на штампах и универсальном оборудовании;
- Гальваническое производство.

### Инструментальное производство
Производство продукции, требующей высокоточного инструментального исполнения, осуществляется на мощностях ООО «Старорусприбор-инструмент» — дочерней фирмы ОАО "Завод «Старорусприбор». Выпускается продукция следующих основных направлений:
- формы для литья под давлением алюминиевых, цинковых сплавов, формы для получения литья по выплавляемым моделям, формы для литья пластмасс, прессования реактопластов, спекания резины;
- штампы холодной штамповки (гибочные, вырубные, пробивные и совмещенного действия), а также кондукторы и приспособления;

специальный режущий и измерительный инструмент;
- нестандартное оборудование, в том числе испытательное, метрологического профиля;
- партии приборов, в том числе образцы новой техники;
- специальное технологическое оборудование, технологические линии, робототехнические комплексы.

Помимо производства деталей по готовым проектам предприятие изготавливает изделия по чертежам заказчика.

### Литейное производство
Собственное литейное производство дочерней фирмы завода ООО «Старорусприбор-инструмент» даёт возможность получать металлические детали четырьмя способами:
- литьё по выплавляемым моделям (отливки весом от 0,02 кг до 7 кг из стали 20 ÷ 45; ст 20Х13);
- литьё в землю (отливки весом до 16 кг из алюминиевых сплавов АК — 12 и сплавов меди (латунь));
- литьё металлов под давлением на машинах ЛДП 71107 и 71109 (отливки весом от 2 до 6 кг из алюминиевых сплавов весом и весом до 12 кг из цинковых сплавов);
- полужидкая штамповка (штамповка при кристаллизации) на универсальных гидропрессах с усилием 100 т. и 250 т. (изделия весом до 5 кг из алюминиевых сплавов).

## Дипломы, награды
Завод — постоянный участник и лауреат конкурсов «10 лучших товаров Новгородской области», а горелка газовая блочная, выпускаемая предприятием, была лауреатом всероссийской программы-конкурса «100 лучших товаров России». Изделия отмечены Дипломами ряда выставок, предприятие награждено Дипломом лауреата Всероссийского конкурса «1000 лучших предприятий и организаций России XXI века». Кроме того, завод награждён дипломом за участие в строительстве газопровода Уренгой — Помары — Ужгород. С 2000 года ОАО "Завод «Старорусприбор» имеет 24 диплома.
В 2009 году завод занял 3-е место в конкурсе «Лучшее предприятие Новгородской области 2009 года» в категории «Лучшее предприятие по динамике развития».